# Колман (Јужна Дакота)
Колман (енгл. Colman) град је у америчкој савезној држави Јужна Дакота.

## Демографија
По попису из 2010. године број становника је 594, што је 22 (3,8%) становника више него 2000. године.
| Група             | 2000.       | 2010.       |
| Белци             | 550 (96,2%) | 559 (94,1%) |
| Афроамериканци    | 0 (0,0%)    | 2 (0,3%)    |
| Азијати           | 7 (1,2%)    | 5 (0,8%)    |
| Хиспаноамериканци | 7 (1,2%)    | 10 (1,7%)   |
| Укупно            | 572         | 594         |